# Tomás Luis de Victoria
Tomás Luis de Victoria (Ávila, h. 1548 - Madrid, 27 de agosto de 1611) fue un sacerdote católico, maestro de capilla y célebre compositor polifonista del renacimiento español. Se le ha considerado uno de los compositores más relevantes y avanzados de su época, con un estilo innovador que anunció el inminente barroco. Su influencia llega hasta el siglo XX, cuando fue tomado como modelo por los compositores del cecilianismo.

## Biografía
Antecedentes familiares y primeros años
Tomás Luis de Victoria nació alrededor de 1548, probablemente en Ávila, la residencia principal de su familia en ese momento. El lugar de nacimiento de Victoria ha sido objeto de debate y sigue sin estar claro, ya que nunca se ha encontrado su acta de bautismo. Se ha propuesto Sanchidrián como otro posible lugar de nacimiento, sin embargo, fue más tarde cuando los Victoria se asentaron allí, cuando el hermano mayor de Tomás se mudó a Sanchidrián con su joven familia y su madre viuda. En la juventud de Tomás, Sanchidrián era solo el lugar de una de las muchas propiedades rurales de la familia.
Los orígenes de la familia Luis de Victoria son turbios por el lado paterno. La familia solo se puede rastrear hasta el abuelo de Tomás, Hernán Luis Dávila, quien hace su primera aparición documentada en Ávila durante los primeros años del siglo XVI. Es importante señalar que el apellido Victoria proviene de la esposa de Hernán, Leonor de Vitoria. Siguiendo la práctica de la época, sus hijos combinaron sus apellidos, en el orden de su preferencia, o eligieron entre ellos. La ortografía original Vitoria (de la ciudad del mismo nombre) sería utilizada por todos los miembros de esta familia con la excepción del propio Tomás, que adoptó la latinización “Victoria”.
Hernán Luis Dávila fue un próspero comerciante de lana que invirtió astutamente sus ganancias en la construcción de una amplia cartera de bienes raíces en toda la provincia de Ávila. Tanto su profesión como la especulación inmobiliaria, así como la creciente participación de la familia en la banca, sugieren fuertemente unos orígenes conversos, aunque no hay evidencia sólida que lo respalde. Los Victoria vivían en la calle de los Caballeros, que entonces estaba llena de tiendas de lana y seda, frente a San Juan Bautista, su iglesia parroquial, y a pocos pasos de la plaza principal del mercado de la ciudad. Su casa todavía está en pie, y las tumbas de los padres y abuelos de Tomás están en San Juan.
Victoria fue el séptimo de los nueve hijos de Francisco Luis de Vitoria y Francisca Suárez de la Concha. La familia de su madre eran ricos comerciantes de lana y banqueros de origen judío, afincados en Segovia. El bisabuelo de Francisca, Jacob Galfón, se llevó brevemente a su familia a Portugal tras la expulsión de los judíos, pero regresó a Segovia con autorización real a finales de 1492, convirtiéndose al cristianismo y tomando el nombre de Pedro Suárez de la Concha. La familia Suárez de la Concha fue elevada a la aristocracia, adquiriendo varios señoríos y finalmente el título de marqués de Lozoya.
Francisco, el padre de Tomás, tenía un lucrativo negocio como notario en Ávila y también obtenía importantes ingresos de las rentas de las propiedades familiares y de los préstamos de dinero; sin embargo, era propenso al juego, lo que provocó una disminución de la fortuna familiar. Como consecuencia de ello, tras la muerte de Francisco, su hijo mayor, Hernán, vendió la casa familiar en Ávila y se trasladó a su finca de Sanchidrián. Esto fue sólo un revés temporal, y los Victoria pronto recuperarían su equilibrio, involucrándose más en la banca, en asociación con sus primos Suárez de la Concha y otros afincados en la capital financiera de Castilla en ese momento, Medina del Campo. Significativamente, durante esta época de inseguridad financiera, Hernán rompería con la práctica convencional y compartiría su herencia, asegurando que sus hermanos recibieran educación y dotes. En el caso de Tomás, esto hizo posible, junto con el apoyo de su tío, el sacerdote Juan Luis de Vitoria, su formación musical temprana en la escuela catedralicia de Ávila.

### Sus inicios en la catedral de Ávila
A la edad de 7-8 años entró en el coro de la catedral de Ávila, donde sintió vocación por el sacerdocio y a finales de 1558 entró al servicio de la Catedral. Los primeros conocimientos musicales los recibió allí del Maestro de Capilla Jerónimo de Espinar, pero el que se encargó de la formación musical de Victoria fue el posterior Maestro de Capilla Juan Navarro Hispalensis. Desde muy joven pudo haber recibido lecciones musicales de Escobedo, mientras este estaba en la ciudad de Ávila. Sin embargo, fue Palestrina el que perfeccionó su arte.
Posteriormente, a la edad de 19 años, decidió partir a Roma, entrando en el Colegio Germánico para consolidar su vocación sacerdotal y profundizar sus conocimientos musicales, esta vez, gracias al conocido compositor Palestrina. Una vez allí, coincide con varios paisanos españoles, los cuales le explicaron el funcionamiento del Colegio. Para entonces, Victoria ya tenía buenos conocimientos de Gramática y de Música y sabía tocar bastante bien el órgano. Pero en el Colegio comenzó a estudiar las disciplinas eclesiásticas y a ampliar y perfeccionar más sus conocimientos musicales. Esto último se refleja bien en una Dedicatoria que escribió al Rey Felipe II, Católico Rey de las Españas:

Desde el día en que llegué de España a la ciudad de Roma, a más de otros nobilísimos esfuerzos y desvelos consagré al estudio de la Música. Y ya desde el principio me propuse no tan solo contentarme con su conocimiento para detenerme en proporcionar un deleite a los oídos y al espíritu, si no, mirando más allá, ser útil, en lo posible, al presente y al porvenir. Y habiéndome ejercitado en gran manera en este estudio de la Música, hacia la que me siento arrastrado como por un secreto instinto e impulso, a fin de que los frutos de mi ingenio tuviesen mayor difusión, acometí la empresa de poner en música la parte principalmente, que se celebra con más frecuencia en el culto de la Iglesia Católica.

Así, Tomás Luis de Victoria cultivó también su vocación sacerdotal con los santos ejercicios de piedad, que establecían las Constituciones del Colegio, la asistencia diaria al Santo Sacrificio de la misa, oída con ánimo devoto, la recitación y canto del oficio divino mañana y tarde de los domingos y días festivos, y la lectura y predicación de la palabra de Dios.

### Maestro de capilla y sus primeras composiciones
Por el año 1569, sin abandonar las clases del Colegio Romano, toma el cargo de «Cantor» y al mismo tiempo organista de la Iglesia nacional de los Aragoneses en Roma, Santa María de Montserrat. Allí continuó como maestro de capilla por lo menos hasta mediados de 1572, lo que le permitió dedicarse por completo al estudio y a la composición de obras musicales, que aparecerían muy pronto y manifestarían el intenso trabajo de Victoria entre 1571 y 1572. Sin embargo, un dato curioso es que durante esta etapa (1569-1572) no se sabe con claridad quién fue su maestro.
Justo ese último año (1572), publica su primera colección de motetes, en la que agradece su ayuda al cardenal arzobispo de Augsburgo Otto Truchsess von Waldburg. Muestra de ello son las siguientes palabras que le dedicó:

Me obligaban muchas cosas a hacer esto: primero el que para ejercer ese patrocinio que sobre mí habéis tomado, nada omitís de cuanto pueda contribuir a engrandecerme y honrarme… En segundo lugar ¿A quién era más justo que ofreciese los cantos de música y canciones piadosas, que a aquél que tiene su principal deleite en el canto y antepuso en todo el curso de su vida la devoción a las cosas divinas a todas las riquezas y a los honores? ¿Quién en justicia, debe recibir el primero fruto de mis trabajos, sino vos, quien debo el conocimiento de este Arte, si es que hay alguno en mí, o si se ha de estimar en algo? Por lo cual, tanto sobre los demás protectores os confieso deberos cuanto penas le es permitido deber un hombre a otro hombre. En testimonio de lo cual determiné dar a luz para pública utilidad estos mis trabajos- valgan lo que valiere- y primicias de mi ingenio, en las que va inscrito principalmente vuestro nombre.

Se sabe, además, que desde un año antes de esta publicación, Victoria se encargaba de la enseñanza musical de los alumnos del Germánico, por lo que recibía quince julios mensuales como paga.

### El abulense
Años después consta, por documentos encontrados por Raffaele Casimiri, que el domingo 6 de marzo de 1575 (a la edad de 27 años) «Tomás Luis de Victoria, clérigo abulense con letras dimisorias de su ordinario, previas muestras de idoneidad en examen verificado por los examinadores nombrados, fue promovido al orden de Lectorado». Así consta en el «Liber ordinationum» conservado en el Archivo General del Vicariato de Roma. Esto significa que en adelante estamparía su nombre en las portadas de sus obras con el título de «clericus o presbiter abulensis», que no significa otra cosa que natural de Ávila. De aquí que se le reconozca como Tomás Luis de Victoria, «El abulense».

### Posterior vida en Roma y deseos de volver a España
Pronto hizo un envío a la Catedral de Ávila de seis cuerpos de libros de música encuadernados compuestos por él mismo. Sin embargo, éste no recibió nada a cambio de ellos debido, posiblemente, a las deudas de dicha catedral que incluso obligaron a suprimir la representación de los famosos autos sacramentales en la fiesta y octava del Corpus. A pesar de ello, Victoria realiza otro envío en enero de 1577, siendo esta vez un libro de canto de órgano, que entregó, como el anterior, su tío Juan Luis. Y aunque siguió sin recibir nada a cambio, hizo hincapié en seguir enviando más composiciones suyas, entre las que destacan un libro de misas de canto de órgano (1584) por el que recibió diez ducados; dos libros de canto de órgano (1587), por el que recibió cien reales y un libro de misas breves de canto de órgano (1593) por el que le dieron diez ducados. Todas estas obras quedaron guardadas en la Catedral de Ávila, pero, desgraciadamente, hoy no se conserva ninguna.
Un año después de su segundo envío, Tomas Luis de Victoria salió del Colegio Germánico y son pocos los datos que se conservan de su vida posterior en Roma, a pesar de que siempre asistía a las fiestas de la iglesia de Santiago de los Españoles para dirigir la parte musical en diversas fiestas religiosas.
A continuación veremos una carta que escribió Victoria en 1583 para el rey Felipe II, en la que descubrimos las dos aspiraciones de su espíritu: volver a España, la patria querida, y consagrarse al retiro y a la oración, dando un descanso a su vida de compositor. Además le dedica dos libros de misas a cuatro, cinco y seis voces. Pero para entenderlo mejor veamos sus palabras dedicadas a dicho monarca:

Desde los días, en que habiendo partido de España para Italia, llegué a la ciudad de Roma, además de otros nobilísimos estudios, en que hube de ejercitarme durante algún tiempo, muchos esfuerzos y cuidados consumí en el estudio del arte musical. Y me propuse desde el principio no contentarme con su conocimiento, para detenerme en el solo deleite de oídos y de espíritu, sino mirando más allá, ser provechoso –cuando me fuera posible- para el presente y para la posteridad. Habiendo, pues, trabajado en gran manera en este estudio de la Música, a la que me siento arrastrado por la naturaleza, como por un secreto instinto e impulso, a fin de que los frutos de mi ingenio tuviesen más difusión, acometí la empresa de poner en Música adornar con modulaciones –principalmente aquella parte- que con más frecuencia se celebra en la Iglesia católica. Porque ¿Para qué debe servir mejor la Música que para las divinas alabanzas del Dios inmortal, de quien procede el número y la medida? cuyas obras todas están tan admirable y tan suavemente dispuestas, que llevan delante de sí y muestran cierta increíble armonía y canto. Por lo cual, en muy grave error se ha de entender que cayeron, y por tanto deben ser sin compasión castigados, los que pervirtieron un arte creado como el más honesto para alivio de los cuidados y para recreo del alma con un deleite casi necesario, consagrándole para cantar torpes amores y otras cosas indignas. 
A fin de no abusar, pues, de beneficios de Dios, Optimo Máximo, de quien procede todo bien, a las cosas sagradas y eclesiásticas consagré todo el empeño y ayuda de mi ingenio. Dejo al juicio de otros cuanto haya sobresalido en ello. Por parecer testimonio de inteligentes y peritos ciertamente, lo he conseguido de manera que no tengo por qué arrepentirme de mis esfuerzos y trabajos. 

Y habiendo mucho antes de ahora compuesto y hecho imprimir, obras que advertí fueron recibidas, con aplauso, quise ya, fatigado, para poner término a mis trabajos de compositor y cumplida ya al fin mi misión, gozar de honesto descanso entregando el espíritu a la contemplación divina –como cumple a un sacerdote- quise, repito, añadir este último fruto de mi ingenio que graves razones, no solo al darle a luz, sino también al concebirle en mi espíritu y pensamiento, me movían a  ofrecerle muy principalmente a Vuestra Majestad. Porque después de una larga ausencia, al volver a ver el suelo de mi nacimiento, habiéndome de presentar en cumplimiento de mi deber ante vuestra real presencia en cumplimiento de mi deber ante vuestra real presencia, no debía llegar con las manos vacías sino ofreceros algún regalo, que fuese el más propio de mi profesión  ministerio, y a Vuestra Majestad el más agradable. Y nada para canto y música puede proponerse a un músico más grande y de mayor majestad, que el sacrosanto misterio y sacrificio de la Misa. 
Con esto he querido poner fin a mis trabajos. Esta obra compuesta por un español, ¿A quién se la debe con más justicia que al Rey de las Españas, católico, piadoso y tan amado de Dios? Ciertamente entiendo y confieso que tan gran Príncipe es harto más digno de mejores dones, es, sin embargo, muy propio de la real clemencia mirar en los inferiores y en los pequeños no el regalo, sino el corazón. Ni es tampoco posible que esté en relación con la dignidad regia la liberalidad privada. Confío en que esta mi ofrenda no ha de ser indigna de la Real Capilla, hallándose principalmente honrada con tu nombre y protección, 

Réstame esperar que tu Majestad reciba este don con aquella amabilidad, conque se gana a todos los hombres, y a un súbdito, respetuosísimo con su autoridad acoja en su corazón de Rey, para quien mientras viviere, según es mi deber y según lo piden los tiempos de un reino cristiano, pediré al Señor Omnipotente y Rey de Reyes le sea todo feliz y próspero.
Viva y reine por largos años.

Según la documentación aportada por Ángel Manuel Olmos, las razones por las que podría haber vuelto a España no fueron musicales o profesionales, sino por el interés de acudir a la apertura del testamento de su tío homónimo.

### Estancia en España, vuelta a Roma y sus últimas composiciones
Dos años después de esta dedicatoria, en 1585, Victoria publica también en Roma el prodigio de la polifonía sacra, que es su Officium hebdomadæ Sanctæ y también Motetes de las fiestas de todo el año (Motecta festorum totius anni) que dedica al príncipe de Saboya, Carlos Manuel. 
En mayo de ese mismo año, 1585, Victoria regresa a España. En 1587 Felipe II lo nombra capellán de su hermana, la emperatriz María de Austria, en el monasterio de las Descalzas Reales, en Madrid. Victoria trabajó durante 24 años en las Descalzas Reales, de ellos 17 como capellán de la emperatriz hasta su muerte en 1603 y, después, a partir de 1606, como organista del monasterio.
Desde 1589 hasta 1592 Victoria no publica ninguna obra. Tal era la estima en la cual era tenido que se le permitía viajar frecuentemente fuera del convento. Con mayor seguridad, casi se puede afirmar que Victoria vuelve a principios de 1592 a Roma, posiblemente para la edición de nuevas obras, saliendo ese mismo año a la luz en Roma el segundo libro de misas, que dedica al Cardenal Alberto. Posteriormente solo encontramos en su producción el motete Surge, Debora que se cantó en la Iglesia de San Apolinar el 18 de julio de 1593, en la fiesta solemne celebrada para dar gracias a Dios por la victoria contra los turcos en Croacia bajo la fortaleza de Lisse. Visitó Roma en 1593 durante dos años, atendiendo al funeral de Palestrina en 1594, regresando de nuevo a la Corte española en 1595. Para el 12 de mayo de este último año figurará nuevamente como Capellán de la Emperatriz. Y ya posteriormente ejerció, al menos, desde 1606 el cargo de organista en las Descalzas Reales hasta el día de su muerte, concretamente el 27 de agosto de 1611, quedando inscrita en el segundo Libro de Difuntos de la Parroquia de San Ginés de Madrid con las siguientes palabras:

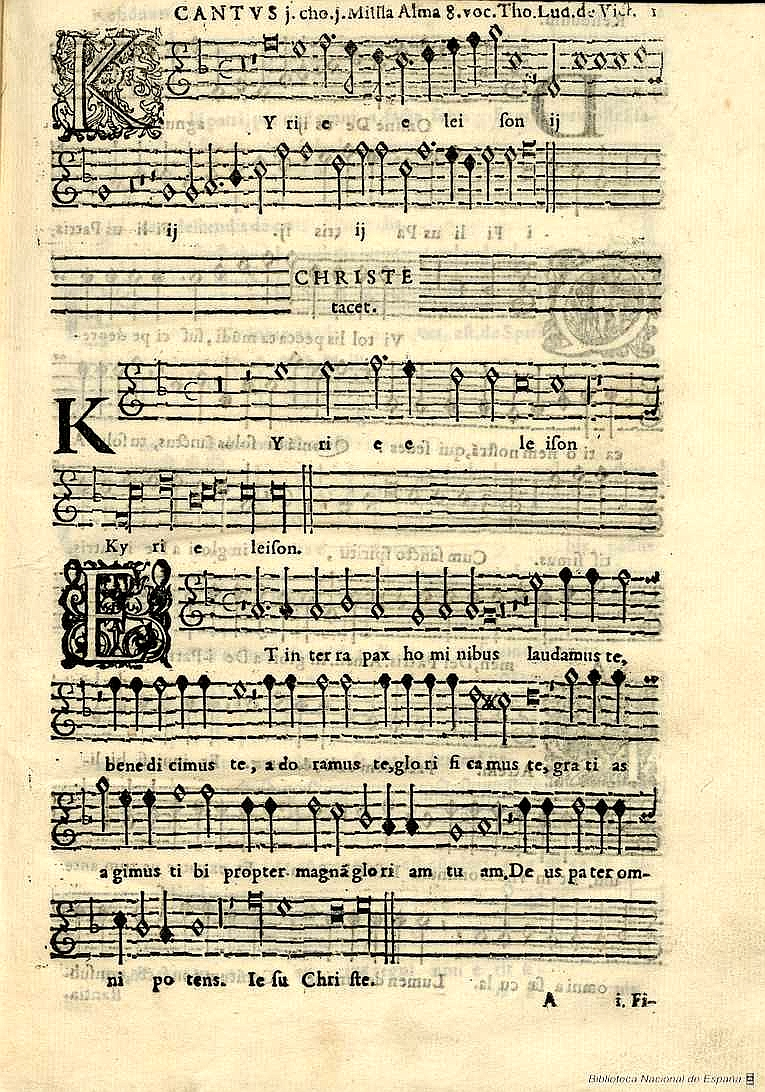
«Missa alma redemptoris», en Misas, magníficat, motetes, salmos y otras varias composiciones, Madrid, tipografía regia, 1600.

Tomé de Victoria clérigo organista de las Descalzas en la calle del Arenal en sus mismas casas murió oy [sic] sábado 27 de agosto de 1611; enterróse en las Descalzas, recibió los Santos Sacramentos administróselos el Doctor Ronquillo, hizo testamento ante el Juan del Castillo, escribano, testamentarios el licenciado Mirueña, que bibe [sic] en las dichas en la calle del Arenal y don Juan de Triviño, que vive en las dichas casas.

## Obra
Victoria era un hombre devoto, que dejó su exitosa carrera musical en Roma para concentrarse en el sacerdocio hasta su muerte; pero no dejó de componer jamás, llegando a publicar unas 180 obras en quince ediciones a lo largo de treinta y tres años (entre 1572 y 1605). Se distingue de sus contemporáneos por haber compuesto exclusivamente música religiosa, destacando sobre todo en los incomparables responsorios del triduo sacro de Semana Santa, un tema que no abordaron estos. El compositor abulense tuvo gran éxito con la publicación de su obra casi completa a lo largo de su vida, en ediciones suntuosas que contaron con la ayuda económica recibida de patronos como la emperatriz María o el papa Gregorio XIII, lo que le permitió dedicarse libremente a la composición. Polifacético desde su primera edición, su evolución estilística va desde el polifonismo renacentista de sus 33 motetes de 1572 hasta el atisbo del policoralismo barroco, con la utilización de unas métricas cada vez más violentas. Su característica repetición del mismo acorde sobre distintas sílabas distinguirá sus obras de “batalla”, tientos y misas, que culmina en la Misa “Pro victoria” o misa de “La Batalla”, escrita para satisfacer los gustos musicales profanos del príncipe Felipe III por lo que el Cabildo de la Catedral abulense devolvió a Victoria el ejemplar recibido por no considerar apropiada su interpretación en este recinto. Esta magistral misa fue elegida por la Casa Real española para la ceremonia de la boda del rey Felipe VI y Doña Letizia. Felipe III le reconoce oficialmente en una disposición ser organista de "habilidad y suficiencia” como organista, virtudes exigidas por el rey para poder desempeñar tal puesto en la iglesia de las Descalzas Reales, y que podrían explicar también su afición a escribir obras policorales con acompañamiento.
En las actas capitulares de la Catedral abulense correspondientes al año 1573, se firma este acuerdo:

Música. Libros. Thomé de Victoria, residente en Roma hizo presente a sus mercedes por mano de Juan Luis de Victoria, su tío, de seis cuerpos de libros de música, encuadernados que parece dicho Thomé a compuesto. Recibiéronlos y mandaron que el maestro de Capilla y músicos los prueven y hagan relación en cabildo de su parecer.

Y en 4 de mayo acuerdan lo siguiente: 

Músico Thomé de Victoria. A petición que se dio de parte de Thomé de  Victoria para que le gratificasen los siete libros que dio de música para la Iglesia rrespondieron que por e presente no avía lugar de poderse hacer.

### Primer libro
A continuación se muestra una clasificación de las obras de Tomás Luis de Victoria, comenzando por el primer libro, que data de 1572. Dedicado al cardenal arzobispo de Augsburgo Otto Truchsess von Waldburg, se publica en Venecia, en casa de Ángel Gardán. 
A cuatro voces
- In festo Omnium Sanctorum, O quam gloriosum est regnum
- In festo S. Andreæ, Doctor Bonus
- In Conceptione B. Mariæ, Quam pulchri sunt
- In festo S. Thomæ Ap., O decus apostólicum
- In Circumcisione Domini, O magnum misterium
- In Epiphania Domini, Magi viderunt stellam
- In Purificatione B. Mariæ, Senex puerum portabat
- In Sancta Maria ad nives, Sancta Maria
- In Annuntiatione B. M., Ne timeas, Maria
- In Dominica in Ramis, Pueri hebreorum
- Feria V in Coena Domini, Vere languores nostros
- Feria IV in Parasceve, O vos omnes

A voces iguales
- In festo Natalis Domini… O regem coeli (1.ª pars); Natus est nobis (2.ª pars)
- In festo Corporis Christi… O sacrum convivium (1.ª pars); Mens impletur gratia (2.ª pars)

A cinco voces 
- In Ascensione Domini… Ascendens Christus in altum (1.ª pars); Ascendit Deus (2.ª pars)
- In festo Pentecostes…. Dum complerentur (1.ª pars); Dum ergo errent (2.ª pars)
- Sabbato in Septuagessima… Ave Regina Coelorum (1.ª pars); Gaude Gloriosa (2.ª pars)
- Sabbato in Resurrectione Domini… Regina coeli (1.ª pars); Resurrexit (2.ª pars)
- Sabbato in Adventu… Alma Redemptoris (1.ª pars); Tuque gemisti (2.ª pars)
- Dominica in Adventu D. … Ecce Dominus veniet (1.ª pars); Ecce apparebit Dominus (2.ª pars)
- In festo S. Ignati… Cum beatus Ignatius (1.ª pars); Ignis, crux (2.ª pars)
- In festo S. Joannis Baptistæ… Descendit Angelus (1.ª pars); Ne timeas (2.ª pars)
- De Beata Virgine, Gaude, Maria Virgo

A seis voces
- In festo Natalis Domini… Quem vidistis Pastores (1.ª pars); Dicite quidnam viditis (2.ª pars)
- In planctu Beat virg. Maria… Vadam et circuibo civilatem (1.ª pars); Qualis est dilectus (2.ª pars)
- In festo S. Petri… Tu es Petrus (1.ª pars); Quodeumque ligaveris (2.ª pars)
- In festo Assumptionis… Vidi spetiosam (1.ª pars); Quæ est ista (2.ª pars)
- In festo Sanct Trinitatis, Benedicta sit Sancta Trinitas
- In festo Corporis Christi, O sacrum convivium
- In festo Resurrectioni D., Surrexit Pastor Bonus
- In festo Nativitatis B. M., Congratulamini mihi
- Sabbato in Pentecostes… Salve Regina (1.ª pars); Ad te suspiramus (2.ª pars); Et Jesum (3.ª pars); O clemens, o pia (4.ª pars)

A ocho voces
- In annuntiatione B. M., Ave, Maria

### Segundo libro
A continuación se clasifican las obras del segundo libro de Victoria, dedicado al Príncipe de Baviera, el Duque Ernesto, que se publica (como el anterior) en Venecia, en casa de Ángel Gardán. Fue escrito en 1576 y sobre todo contiene antífonas de la Liturgia Católica en alabanza de la Santísima Virgen.
- Missa Ave Maris stella, cuatro voces
- Missa Simile est regnum coelorum, cuatro voces
- Missa de Beata Maria, cinco voces
- Missa Gaudeamus, seis voces
- Missa Dum complerentur, seis voces
- Hymnus Ave Maris stella, cuatro voces
- Magnificat primi toni, cuatro voces
- Magnificat primi toni, cuatro voces
- Magnificat quart toni, cuatro voces
- Magnificat octavi toni, cuatro voces
- Magnificat octavi toni, cuatro voces
- Alma Redemptoris Mater (In Adv. Dom), cinco voces; Tuque genuisti (Sec. Pars.) (1), cinco voces
- Ave Regina Coelorum (Sec. Pars.) (2), cinco voces; Gaude gloriosa (2.ª pars), cinco voces
- Regina coelí; Surrexit sicut dixit (1), cinco voces
- Salve, cinco voces
- Salve (2), seis voces
- Vidi speciosam. In assumptione (3), seis voces
- Ardens est cor meum. Temp. Resurr. Dn., seis voces
- Nigra sum. De Beata Virgine, seis voces
- O sacrum convivium. In elevatione, seis voces
- O Domine Jesu. In elevatione, seis voces
- Nisi Dominus, ocho voces
- Ave Maria, ocho voces
- Salve Regina, ocho voces
- Regina coeli. Resurrexit (2.ª pars), ocho voces
- Super flumina Babylonis, ocho voces

### Tercer libro
El tercer libro de composiciones, fundamentalmente polifónicas, se imprime en Roma por Francisco Zanetto en el año 1581 y está dedicado al Cardenal Michele Bonelli, sobrino del Papa Pío V. Un año después, el libro llega a la Catedral de Ávila.
Magnificat a 4 voces
- Anima mea, primi toni
- Et exultavit, primi toni
- Anima mea, secundi toni
- Et exultavit, secundi toni
- Anima mea, tertii toni
- Et exultavit, tertii toni
- Anima mea, quarti toni
- Et exultavit, quarti toni
- Anima mea, quinti toni
- Et exultavit, quinti toni
- Anima mea, sexti toni
- Et exultavit, sexti toni
- Anima mea, septimi toni
- Et exultavit, septimi toni
- Anima mea, octavi toni
- Et exultavit, octavi toni
- Alma Redemptoris, cinco voces
- Alma Redemptoris, ocho voces
- Ave Regina Coelorum, cinco voces
- Ave Regina Coelorum, ocho voces
- Regina coeli, cinco voces
- Regina coeli, ocho voces
- Salve, cinco voces
- Salve, ocho voces

### Cuarto libro
En ese mismo año (1581) se publicó, por el editor Francisco Zanetto en Roma, otro libro dedicado al papa Gregorio XIII. Es un libro que contiene los himnos de todo el año a cuatro voces y cuatro salmos a ocho. Se cree que no se envió a la catedral de Ávila.
- De adventu Dni, Conditir alme, Qui condolens
- De nativ. Dni, Christe Redemptor, Tu lumen
- De innocentibus, Salvete flores, Vos prima Christi victima
- De Epiphania, Hostis Herodes, Ibant Magi
- In dominicis, Lucis Creator, Qui mane
- Dom in Quad, Ad preces nostras, Respice clemens
- Dom in Passione, Vexiila Regis, Qui vulneratus
- In pasch, Ad cænam agni, Cujus corpus…
- In Ascensione, Jesu nostra Redemptio, Qua te vicit clementia
- In pentecoste, Veni Creator, Qui Paraclitus
- In fest S. Trinit, O lux beata Trinitas, Te mane laudum
- In fest. Corp Christ, Pange Lingua, Nobis datus
- In Cat. S. Petri, Quadcunque vidis, Gloria deo
- In convers S. Pauli, Decor egregie, Sit Trinitati
- De Beata Virgine, Ave Maris stella, Sumens illud Ave
- In fest. S. Joan Bapt, Ut queant laxis, Nuncios celso
- De S. Petro, Aurea Luce, Sanitor Gali
- De S. Maria Magd, Laudat Mater, Maria soror
- In fest. S. Petri ad vinc, Petris Beatus, Gloria Deo
- In transfiguratione, Quicumque Christum, Illustre quidam
- De. S. Michaele, Tibi Christe, Collaudamus
- In fest Omn Sanct, Christe Redemptor, Beata quoque
- In Natali Apost, Exultet coelom, Vos sæculi
- In id temp. Pasch, Tristes errant, Sermone blando
- De uno Mart., Deus tuorum, Hi nempre, mundi
- De pluribus Mart, Sanctorum meritis, Hi sunt quos
- De id temp Pasch, Rex gloriose, Aurem benignam
- In fest. Confess., Iste confessor, Qui pino prudens
- De Virginib, Jesu corona, Qui paseis inter lilia
- Pro mart et nec V. nec M., Hujus obtentu, Gloria Patri
- In Ded ecel Beata, Nora veineus
- In corpor. Christ Pange Lingua, Nobis datus
- Dixit Dominus, ocho voces
- Laudate pueri dominum
- Nisi Dominus
- Laudate Dominum

### Libros de motetes y misas de 1583
Posteriormente, encontramos los libros de motetes y misas de 1583. El de Motetes de cuatro, cinco, seis, ocho y doce voces fue editado en Roma y está dedicado a la Santísima Virgen María. Los demás motetes de este libro los publicó en las ediciones de 1572 y 1576.
A cuatro voces
- In festo Omn. Sanct., O Quam gloriosum
- In festo S. Andreæ, Doctor bonus
- In Conceptione Beatæ Mariæ, Quam pulchri sunt
- In festo S. Thomæ Ap., O Decus apostolicum
- In circumcisione Domini, O magnum mysterium
- In Epiphania, Magi viderunt
- In Purificatione B.M.V., Senex puerum portabat
- In Sancta Maria ad Nives, Sancta Maria sucurre…
- In annuntiatione B. M., Ne timeas Maria
- In Dom. In Ramis, Pueri habreorum
- Fer V in cana Dom, Vere Languores
- Fer V in parasceve, O vos omnes

Cum paribus vocibus
- In fest Trinitatis… Duo seraphim (1.ª pars); Tres sunt (2.ª pars)
- In festo corporis christi… O sacrum convivum (1.ª pars); Mens impletur (2.ª pars)
- In communione… Domine, non sum dignus (1.ª pars); Miserere mei (2.ª pars)
- In festo Natalis Dom… O Regem coeli (1.ª pars); Natus est nobis (2.ª pars)

A cinco voces
- In ascensione domini… Ascendens Christus (1.ª pars); Ascendit Deus (2.ª pars)
- In festo Pentecostes… Deum complerentur (1.ª pars); Dum ergo essent (2.ª pars)
- In festo S. Jacobi, O lux et decus
- De beata Virgine, Gaude Maria Virgo
- Dom in Adventu, Ecce Dominus Veniet
- Sabbato in Adv… Alma Redemptoris (1.ª pars); Tu qua genuisti (2.ª pars)
- Sabbato in Sept… Ave Regina Coelorum (1.ª pars); Gaude gloriosa (2.ª pars)
- Sabbato in Resur… Regina coeli (1.ª pars); Resurrexit (2.ª pars)
- Salve
- In festo S. Ignatii… Cum Beautus Ignatius (1.ª pars); Ignis, crux (2.ª pars)
- In festo S. Joannis… Descendit Angelus (1.ª pars); Ne timeas (2.ª pars)
- De corp. Christi, Tantum ergo

A seis voces
- In festo Natalis Domini… Quem vidistis Pastores (1.ª pars); Dicite quidnam (2.ª pars)
- De beata Virg., Nigra sum
- In Resurrect., Ardens est cor meum
- In festo Resurr, Surrexit Pastor
- De beata Virgine, Congratulamini mihi
- In festo Assumptionis… Vidi spetiosam (1.ª pars); Quæ est ista (2.ª pars)
- In elevatione, O Domine Jesu Christe
- De Beata Virgine, Trahe me post te
- In festo S. Trinitatis, Benedicta sit
- In festo corporis christi, O sacrum convivium
- In festo S. Petri… Tu es Petrus (1.ª pars); Quodcumque Ligaveris (2.ª pars)
- De beata Magdalena… Vadam et circuibo (1.ª pars); Qualis est dilectus (2.ª pars)
- Sabbato in Pentecoste… Salve Regina (1.ª pars); Ad te suspiramus (2.ª pars); Et Jesum (3.ª pars); O Clemens, o pia (4.ª pars)

A ocho voces
- De beata Virgine, Litania
- De beata Virgine, Ave, Maria
- De beata Virgine in Adv… Alma Redemptoris (1.ª pars); Tu quæ genuisti (2.ª pars)
- A Purificatione ad pasch… Ave Regina Coelorum (1.ª pars); Gaude gloriosa (2.ª pars)
- In Resurrect… Regina coeli (1.ª pars); Resurrexit (2.ª pars)
- De B. V. per annun, Salve Regina
- Dixit Dominus
- Laudate pueri
- Nisi Dominus
- Laudate Dominum
- Super flumina

A doce voces
- Lætatus sum.

### Libro de misas
El segundo libro de 1583 (el de misas) fue editado también en Roma y dedicado al rey Felipe II, con una dedicatoria en la que confiesa el deseo de volver a España. También este libro fue enviado por el mismo Victoria a la Catedral abulense. Contiene nueve misas.
- Quam pulchri sunt, a cuatro voces
- O quam gloriosum, a cuatro voces
- Simile est regnum, a cuatro voces
- Ave Maria stella, a cuatro voces
- Pro defunctis, a cuatro voces
- Surge propera, a cinco voces
- De beata Virgine, a cinco voces
- Dum complerentur, a seis voces
- Gaudeamus, a seis voces

### Oficio de Semana Santa
Es en 1585 cuando Victoria publica su grandioso oficio de Semana Santa (Officium Hebdomadae Sanctae), calificado por Haberl como la obra maestra del autor. Fue publicado en Roma y no presenta ninguna dedicatoria.
- Pueri Hebreorum, a cuatro voces
- Passio secundum Matheum, a cuatro voces
- Domine Jesu Christe, a seis voces

Feria V
- Lectio prima, Incipit Lamentatio, a cuatro voces
- Lectio secunda, Van Et egressus, a cuatro voces
- Lectio tertia, Jod. Manum suam, a cinco voces
- IV Resp., Amicus meus, a cuatro voces
- V Resp., Judas mercator, a cuatro voces
- VI Resp., Unus ex discipulis, a cuatro voces
- VII Resp., Eram quasi Agnus, a cuatro voces
- VIII Resp., Una hora, a cuatro voces
- IX Resp., Seniores populi, a cuatro voces
- IX Resp., Benedictus, a cuatro voces
- Miserere, a cuatro voces
- In Missa Tantum ergo, a cinco voces

Feria VI
- Lectio prima, Haec Cogitarit, a cuatro voces
- Lectio Secunda, Lamed Matribus, a cuatro voces
- Lectio Tertia, Aleph Ego vir, a cinco voces
- IV Resp., Tamquam ad latronem, a cuatro voces
- V Resp., Tenebræ factæ sunt, a cuatro voces
- VI Resp., Animan meam, a cuatro voces
- VII Resp., Tradiderunt me, a cuatro voces
- VIII Resp., Jesum traditit, a cuatro voces
- IX Resp., Caligaverunt, a cuatro voces

Benedictus, Misere, ut supra
- Passio secundum Joannem, a cuatro voces
- In adoratione, Vere languores, a cuatro voces
- Improperia, Popule meus etc., a cuatro voces

Sabato Sancto
- Lectio prima, Haec Misericordia, a cuatro voces
- Lectio secunda, Aleph Quomodo, a cuatro voces
- Lectio Tertia, Incipit oratio, a seis voces
- IV Resp., Recessit pastor, a cuatro voces
- V Resp., O vos omnes, a cuatro voces
- VI Resp., Ecce quomodo, a cuatro voces
- VII Resp., Astiterunt Reges, a cuatro voces
- VIII Resp., Aestimatus sum, a cuatro voces
- IX Resp., Sepulto domino, a cuatro voces
- Benedictus, Miserere, ut supra
- More hispano Vexilla regis, a cuatro voces

### Libro de motetes
Además del libro relacionado con la Semana Santa, Victoria publica en el mismo año un libro de motetes, que dedica al duque de Saboya, Carlos Manuel I. En este libro, editado también en Roma, se intercalan dos composiciones pertenecientes a Francisco Guerrero (Beata Dei genitrix) y otra de Francisco Soriano (In illo tempore).
- In die Natalis Dom… Quem vidisti (1.ª pars), a seis voces; Dicite Quidnam (2.ª pars), a seis voces
- In eodem festo, Pastores loquebantur, a seis voces
- In Purificatione B.M.V., Nigra sum, a seis voces
- In Resurrectione Dom, Ardens est cor meum, a seis voces
- In eodem festo, Surrexit Pastor, a seis voces
- In visitatione B. M., Congratulamini, a seis voces
- In festo Sanctissima Trin., Benedicta sit., a seis voces
- In festo Corporis Christi, O sacrum convivium, a seis voces
- In festo S. Petri et Pauli, Tu est Petrus, a seis voces
- In Assumptione B.M.V., Vidi spetiosam, a seis voces
- In Nativitate B.M.V… Beata Dei Genitrix, a seis voces; Ora pro populo (2.ª pars)
- In eodem fest. Sive in Concept., Trahe me, a seis voces
- In exaltatione et inventione, O Domine Jesu, a seis voces
- In Ascensione Dom. Ascendens Christus (1.ª pars), a cinco voces; Ascendit Deus (2.ª pars), a cinco voces
- In fest. Pentecostes… Dum complerentur (1.ª pars); Dum ergo essent (2.ª pars), a cinco voces
- In festo Corporis Christi, Tantum ergo, a cinco voces
- In nativitate S. Joan Bapt… Descendit Angelus (1.ª pars), a cinco voces; Ne timeas (2.ª pars), a cinco voces
- In festo S. Jacobi Ap., O lux et decus, a cinco voces
- In festo S. Maria ad Nives, Gaude Maria, a cinco voces
- In Transfiguratione Dom, Resplendiut facies, a cinco voces
- In adventu Domini… Ecce Dominus (1.ª pars), a cinco voces; Ecce apparebit (2.ª pars), a cinco voces
- In festo Omn, Sanct, O quam glorisum, a cuatro voces
- In fest. S. Andreæ, Doctor bonus, a cuatro voces
- In Epiphania, Magi Viderunt, a cuatro voces
- In festo Corporis Christi… O sacrum convivum (1.ª pars), a cuatro voces; Mens impletur (2.ª pars), a 4 voces
- In festo S. Michaelis… Duo Seraphim (1.ª pars), a cuatro voces; Tres sunt (2.ª pars), a cuatro voces
- In festo Apost. Et Evang, Estote fortes, a cuatro voces
- In festo mius mart, Iste Sanctus, a cuatro voces
- In festo plurim mart, Gaudent in coelis, a cuatro voces
- In festo Confess. Pont., Ecce Sacerdos, a cuatro voces
- In festo Confess. Nom Pont., Hic vir, a cuatro voces
- In festo Virginum, Veni sponsa, a cuatro voces
- In dedication Ecel., O quam metuendus, a cuatro voces
- In annuntiatione B.M.V., Ave Maria, a ocho voces
- In festo Corp. Christi, Lauda Sion, a ocho voces
- In transfiguratione, In illo tempore, a ocho voces
- In Quadrag… Super flumina (1.ª pars); Quia illic (2.ª pars)

### Últimas obras y ediciones
En 1589 se hacen dos ediciones de sus obras: una de motetes a cuatro, cinco, seis, ocho y doce voces, algunos publicados anteriormente y otros nuevos, y otra colección de canciones sacras que edita Juan Mayer.
La primera contiene dieciséis motetes a cuatro voces, doce a cinco, otros doce a seis voces, una salve, letanía, avemaría, cuatro antífonas marianas, otra salve y cinco salmos: Dixit Dominus Laudate pueri Nisi Dominus Laudate Dominum y Super flúmina todos a ocho voces y el Salto Lætatus sum a doce.
En la edición de Mayer, con dedicatoria del mismo, se encuentran las composiciones de la edición de 1583.
En 1592 se publica en Roma con dedicatoria al Cardenal Alberto un libro de Victoria, que contiene las dos antífonas Asperges, e Domime y Vidi aquam y las Misas de Magnum mysterium. Quarti toni y Trahe me post te a cuatro voces, Ascendens Christus a cinco, Vidi spetiosam a seis, Salve a ocho y la Missa pro defunctis.
En 1600 se publica en Madrid y en la tipografía real un libro de misas, motetes y algunos salmos, Missae, Magnificat, Motecta, Psalmi el alia quam plurima, quae partim octonis, alia nonis, alia duodenis vocibus concinuntur. La dedicatoria en este caso va dirigida al nuevo rey Felipe III.
- Missa Alma Redemptoris, a ocho voces.
- Missa Ave Regina, a ocho voces.
- Missa Salve, a ocho voces.
- Missa pro Victoria, a nueve voces.
- In Resurrectione Die nobis, a ocho voces.
- In Pentecoste Veni Creator, a ocho voces.
- In Corpore Christi Lauda Sion, a ocho voces.
- In festo S. Ildelphonsi, a ocho voces.
- Magnificat, primi toni, a ocho voces.
- De B. Virgine. Litania, a ocho voces.
- De B. Virgini… Alma (1.ª pars), a ocho voces; Tu quæ genuisti (2.ª pars), a ocho voces.
- De B. Virgini… Ave Regina (1.ª pars), a ocho voces; Gaude Gloriosa (2.ª pars), a ocho voces.
- In Resurrectione… Regina coeli (1.ª pars), a ocho voces; Resurrexit (2.ª pars), a ocho voces.
- De B. Virgine Salve, a ocho voces.
- Dixit Dominus, a ocho voces.
- Laudate pueri, a ocho voces.
- Nisi Dominus, a ocho voces.
- Laudate Dominum, a ocho voces.
- In completorio Ecce nunc, a ocho voces.
- Super Flumina, a ocho voces.
- Misa Lætatus sum, a doce voces.
- Magnificat (Sexti toni), a doce voces.
- Psalmus Laetatus, a doce voces.
- Te Deum, a cuatro voces.
- Veni Creator, a cuatro voces.
- Pange Lingua, a cuatro voces.
- Ave Maris stella, a cuatro voces.
- Nunc Dimittis, a cuatro voces.
- Asperges, a cuatro voces.
- Vidi aquam, a cuatro voces.
- Et misericordia eius, a tres voces.

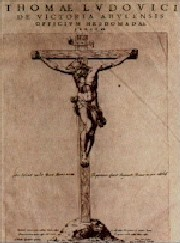
Tomas Luis de Victoria, Officium Defunctorum (1605).

Esta edición también fue enviada por Victoria a numerosas catedrales e instituciones, entre ellas la Catedral de Ávila, cuyo maestro de capilla en 1601, Vivanco, la rechaza, curiosamente, "por no ser a propósito".
El mismo año de 1600 sale a la luz en Venecia la publicación Hymni Totius anni iuxta ritum Sanctae Romanae Ecclesiae, si bien no es sino una reimpresión (probablemente independiente del control de Victoria) del libro de himnos de 1581, sin incluir los 4 salmos que incluía el original.
Posteriormente, en 1603, se reimprime en Venecia lo publicado en las ediciones de 1583 y 1589. Son 53 composiciones a cuatro, cinco, seis, ocho y doce voces. Motecta que partim quaternis, partem quinis, alia senis, alia octonis, alia duodenis vocibus, in omnibus solemnitatibis per totum annum concinuntur. Una vez más, no hay constancia de que Victoria tenga control sobre esta edición. 
La última obra de Victoria (edición de 1605 y publicado en Madrid), que Karl Proske llamó «la corona de las obras del gran maestro», es su Officium Defunctorum, a seis voces, dedicado a la princesa Margarita, hija de la emperatriz María de Austria, hermana de Felipe II, casada con el emperador Maximiliano. Esta obra es considerada por los especialistas como su obra cumbre.
Para finalizar, a destacar que en 1975 se descubrió un manuscrito con obras inéditas de Victoria, en formato de libro de coro. Es una colección de diez salmos que Victoria preparó para imprimir y que envió a su amigo Soto de Langa a Roma para que la imprimiese. Dichos salmos están escritos a cuatro voces, para ser cantados en alternatim.
- Dixit Dominus Salmo 109. De Dominica.
- Confitebor tibi Domine, Salmo 110. De Dominica.
- Beatus vir, Salmo 111. De Dominica.
- Laudate pueri Dominum, Salmo 112. De Dominica.
- Laudate Dominum omnes gentes, Salmo 116. In festo Pentecostes.
- Lauda Jerusalem, Salmo 147. In festis Beatae Mariae Virginis.
- Confitebor tibi Domine, Salmo 110. De Dominica.
- Beatus vir, Salmo 111. De Dominica.
- Nisi Dominus, Salmo 126. In festis Beatae Mariae Virginis.
- Credici, Salmo 115. In festo, SS. Corporis Christi.

## Homenajes
- Da nombre al Conservatorio Profesional de Música de Ávila y al Colegio Rural Agrupado con sede en Sanchidrián, localidad abulense a la que estuvo muy vinculada su familia.
- El pueblo de Sanchidrián dedicó un sencillo monumento en su memoria ubicado en la Plaza de la Iglesia que representa una flauta con notas musicales.
- El Centro de Congresos y Exposiciones "Lienzo Norte" de Ávila puso su nombre a la sala sinfónica en 2012 junto a un busto en bronce realizado por el escultor abulense Daniel Hidalgo.
- En diversas localidades como Ávila, Madrid, Cartagena, Palma de Mallorca o Burgos le han dedicado calles.
- Varios coros en Salamanca, Santander, Brunete y Granada llevan su nombre.
- En 1960, en la Parroquia de San Ginés de Madrid se le honró en una lápida y un texto latino, cuya traducción es: "Dn. Tomás Luis de Vitoria falleció cabe sus muros en 27 de agosto de MDCXI".[13]
- Desde 2012 se celebra en Ávila en agosto el festival Abvlensis, que incluye conciertos y talleres, dedicado a su música y su figura, unido a su vez al Centro de Estudios Tomás Luis de Victoria, en la misma ciudad.
- El 12 de marzo de 2020 se inauguró una escultura en bronce en la Plaza del Teniente Arévalo con el nombre de "Partitura", obra del escultor Óscar Alvariño (Madrid, 1962), ganador del concurso convocado por el Ayuntamiento de Ávila.

## Discografía

### Misas
- Missa O quam gloriosum. Missa Ave maris stella. David Hill; Choir of Werminster Cathedral. Hyperion, 1985
- Missa O magnum mysterium. Acendens Christus in altum. David Hill; Choir of Westminster Cathedral.Hyperion, 1986
- Missa Vidi speciosam. David Hill; Choir of Westminster Cathedral. Hyperion, 1988
- Missa o magnum mysterium. Missa O quam gloriosum. Jeremy Summerly; Oxford Camerata. Naxos, 1992
- Missa Gaudeamus. Raúl Mallavibarrena; Música Ficta Enchiriadis, 2000
- Missa Gaudeamus. Missa Pro Victoria. Motets. Andrew Carwood; The Cardinall’s musick.  ASV-Gaudeamus, 2000
- O magnum mysterium. Escolania de El Escorial; Polimusica, 2011
- Missa o magnum mysterium. Missa O quam gloriosum. Canco López; Ars Combinatoria. Musaris, 2016

### Motetes
- Sacred music. Pro Cantione Antiqua: The London Cornett and Sackbut Ensemble; Bruno Turner. Teldec, 1978
- Cantica Beatae Virginis. Jordi Savall; La Capella Reial de Catalunya; Hesperion XX. Astree, 1992
- Motets. Andrew Hope; Victoria voices and viols; Gaudeamus; Carlos Mena; Juan Carlos Rivera. Harmonía Mundi, 2005

### Officium Hebdomadae Sanctae
- Officium Hebdomadae Sanctae. Ismael Fernández de la Cuesta; Coro de los Monjes del Monasterio de Silos; Coro de Voces Blancas de Burgos. Hispavox, 1973
- Responsories for Tenebrae. David Hill; Choir of Westminster Cathedral. Hyperion, 1988
- Tenebrae Responsories. Peter Phillips; The Tallis Scholars. Gimell, 1990
- Officium Hebdomadae Sanctae. Jean-Paul Gipon; Ensemble vocal Jean-Paul Gipon. Champeaux, 1991
- Jeudi Saint dans les Espagnes. La Colombina. Accent, 1993
- Tenebrae Responsories. Harry Christophers; The Sixteen. Virgin, 1995
- Lamentaciones de Jeremías. Raúl Mallavibarrena; Música Ficta. Cantus, 1996
- Feria VI in Passione Domini. La Colombina. Accent, 1997
- Devotion to Our Lady y Mystery of the Cross. Harry Christophers; The Sixteen. Regis, 1997
- Officium Hebdomadae Sanctae. Josep Cabré; Juan Carlos Asensio; La Colombina; Scola Antiqua. Glossa, 2005
- Tenebrae . Escolania de El Escorial. Real Capilla Escurialense. Dies, 2009

### Officium Defunctorum/ Requiem
- Requiem. David Hill; Choir of Westminster Cathedral. Hyperion, 1987
- Requiem. Officium defunctorum 1605. Paul McCreesh; Gabrieli Consort. Archiv, 1995
- Officium defunctorum. Philip Cave; Magnificat. Linn Records, 1996
- In Paradisum. Music of Victoria and Palestrina. The Hilliard Ensemble. ECM, 1997
- Música Española. Requiem. Missa O quam gloriosum. Tenebrae responsories. Magnificat. George Guest; George Malcolm; Stephen Cleobury; Coro de St. John’s College, Cambridge; Coro de Westminster; Coro del King’s College, Cambridge. Decca, 1998
- Officium defunctorum. Sergio Ballestracci; La Stagione. Armónica Symphonia, 2002
- Officium defunctorum . Raúl Mallavibarrena; Música Ficta. Enchiriadis, 2002
- Requiem Carles Magraner. Capella de Ministrers; Coro de la Generalidad Valenciana. CDM 0615

### Misas y obras policorales
- Missa Dum complerentur. James O’Donnell; Choir of Westminster Cathedral. Hyperion, 1996
- Missa Ave Regina Michele Gasbarro; Festina Lente. Dynamic, 1999
- La llamada de la amada. Harry Christophers; The Sixteen Coro, 2002
- Fiesta de Pascua en la Piazza Navona, Albert Recasens, La grande Chapelle, Lauda, 2012

## Victoria en la literatura
En la novela El corazón de la piedra (2014), de José María García López, Tomás Luis de Victoria es uno de los personajes principales. La novela está ambientada en los tiempos en los que el compositor era capellán del monasterio de las Descalzas Reales de Madrid y trata sobre la relación del compositor con sor Margarita, una archiduquesa, hija del emperador Maximiliano II de Habsburgo y de María de Austria, que había decidido ingresar en la clausura.